# 徐方 (嘉靖進士)
徐方（1499年—？），字來夫，浙江紹興府餘姚縣人，民籍，明朝政治人物。

## 生平
嘉靖十年（1531年）辛卯科浙江鄉試第二十二名舉人。嘉靖十四年（1535年）中式乙未科會試第一百八十八名，登第三甲第一百零八名進士。授江西鄱阳县知县。

## 家族
曾祖徐文德；祖父徐杠；父徐冠，母童氏；繼母伍氏。具庆下。